# Amigurumi
Amigurumi (編みぐるみ), letteralmente "giocattoli lavorati all'uncinetto" o, talvolta, a maglia) è l'arte giapponese di lavorare all'uncinetto o a maglia piccoli animaletti o creature antropomorfizzate. Il nome è il risultato della combinazione delle parole giapponesi  ami, che significa lavorare a maglia o all'uncinetto, e nuigurumi, che significa peluche.
Gli amigurumi non hanno un uso pratico; sono creati e collezionati per ragioni estetiche. Caratteristica estetica degli amigurumi è essere kawaii.

## Tecniche
Gli amigurumi sono solitamente realizzati all'uncinetto a maglia bassa con la tecnica della lavorazione in tondo, ma possono essere anche lavorati ai ferri (anche in questo caso lavorando circolarmente con il gioco di ferri o la tecnica del magic loop con ferro circolare e con ampio uso di tecniche avanzate quali i ferri accorciati). Gli uncinetti o i ferri utilizzati sono leggermente più piccoli della norma, perché è necessario costruire una struttura che tenga ben stretta al suo interno l'imbottitura, solitamente formata da poliestere (fiberfill o imbottitura di cuscini), avanzi di filato in lana o bambagia; per lo stesso motivo i pupazzi sono generalmente realizzati in lana o cotone. Sono lavorati suddivisi in parti che successivamente vengono unite, ad eccezione di quelli che non presentano arti (aventi soltanto la testa e il busto), che possono essere trattati come un unico pezzo.